# ظفر

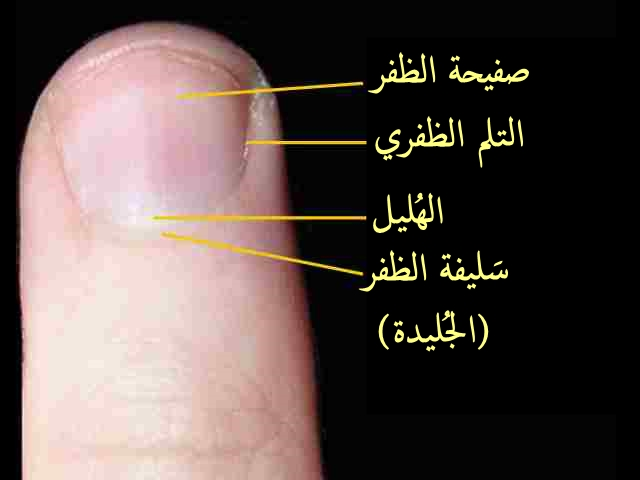
الظفر

الظُّفُر أو الظُّفْر(ملاحظة 1) مادة صلبة تغطي بنان أصابع أيدي وأقدامُ الإنسانُ. وتتكون أساس من مادة الكيراتين. وتوجد خمسة أظافر في كل يد وخمسة في كل قدم. وتصنف الأظافر كأعضاء إضافية في الجلد، وتنتج من خلايا موجودة في البشرة. وترقد أسفل الظفر منطقة طلائية تسمى بطانة الظفر (nail bed) غنية بالأوعية الدموية، مما يجعل الطبيب ينظر إلى الأظفر عند الفحص الطبي، حيث تبدو هذه المنطقة من خلال الأظافر الشفافة بلون زهري فاتح في الأصحاء، ويتحول إلى اللون الأزرق في حالة نقص الأكسجين في الدم في حالات مرضية.

## هوامش
- ملاحظة 1 جمع الظُّفُر أو الظُّفْر هو أَظْفَار، أمَّا أظافر وأظافير فهي جمع أُظْفُور والتي تعني الظُّفر أيضًا.[8]